# جون تشانسلور (مسؤول بريطاني)
المقدم جون روبرت تشانسلور  (1870-1952) ضابط بريطاني ومسؤول مستعمرة. وكان المندوب السامي البريطاني على فلسطين سنة 1928 م.

## سيرته

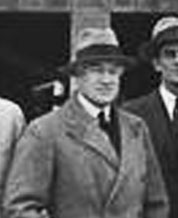
السير جون روبرت تشانسلور

بعد حياة مهنية في الجيش البريطاني في سلاح الهندسة الملكي،  والتي شملت الخدمة على الحدود الشمالية الغربية  وعمله سكرتيراً للجنة الدفاع الاستعمارية،  أصبح جون مديراً استعمارياً في عدة مناطق مثل: موريشيوس من 13 أيلول / سبتمبر 1911 إلى 28 كانون الثاني / يناير عام 1916،  ترينيداد وتوباغو ( 1916–1921) و روديسيا الجنوبية (1923–1928). كما شغل منصب مساعد سكرتير لجنة الدفاع الإمبراطوري من 1922-1923.

## مندوباً سامياً
في عام 1928، أصبح المندوب السامي على فلسطين ، حيث كان ينظر إليه على أنه بارد تجاه الصهيونية واليهود. على الرغم من أنه كان معجباً ببعض الزعماء الصهاينة، إلا أنه كان بشكل عام سلبياً تجاه الصهيونية. في حين أن موقفه من العرب كان جيداً.
بينما كان في لندن في عام 1929 ، اندلعت ثورة واحتجاجات ضد الاستيطان الصهيوني في فلسطين، مما اضطره للعودة لتهدئة الأوضاع. وعام في 1930، كتب كتاب باسفيلد الأبيض من أجل إعادة تفسير وعد بلفور والتراجع عن الالتزام بإنشاء دولة يهودية. غادر فلسطين في عام 1931.